# Altenburg
Altenburg és una ciutat mitjana del land de Turíngia a la República Federal d'Alemanya. La ciutat, que té una població de prop de 39000 habitants, està situada en un entrant del land al de Saxònia.

## Història

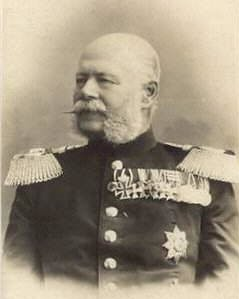
El duc Ernest I de Saxònia-Altenbourg

Havia estat una ciutat lliure que va passar a mans dels Magrat de Meissen (1308), després als ducs de Saxònia-Gotha. Fins al 1918 fou el cap del ducat de Saxònia-Altenburg.
El ducat de Saxònia-Altenburg s'estenia pels voltants de la ciutat, situat entre Prússia, el Regne de Saxònia, el Gran ducat de Weimar i dels principats de Reuss, Schwarzburg i Coburg, amb títol de principat.
A partir de l'extinció de la branca de Saxònia-Gotha el 1825, aquests estats van formar un dels estats de la Confedaració germànica amb el títol de ducat.
D'aquestes èpoques en queda el castell d'Altenburg, residència de la casa dels Saxònia-Gotha.

## Agermanaments
- Offenburg, Alemanya
- Olten, Suïssa
- Zlín, República Txeca

## Personatges destacats
- Friedrich Arnold Brockhaus
- Ralf Haber
- Sophie Mereau
- Hermann Schlegel
- Christian Friedrich Witt, compositor.

## Galeria

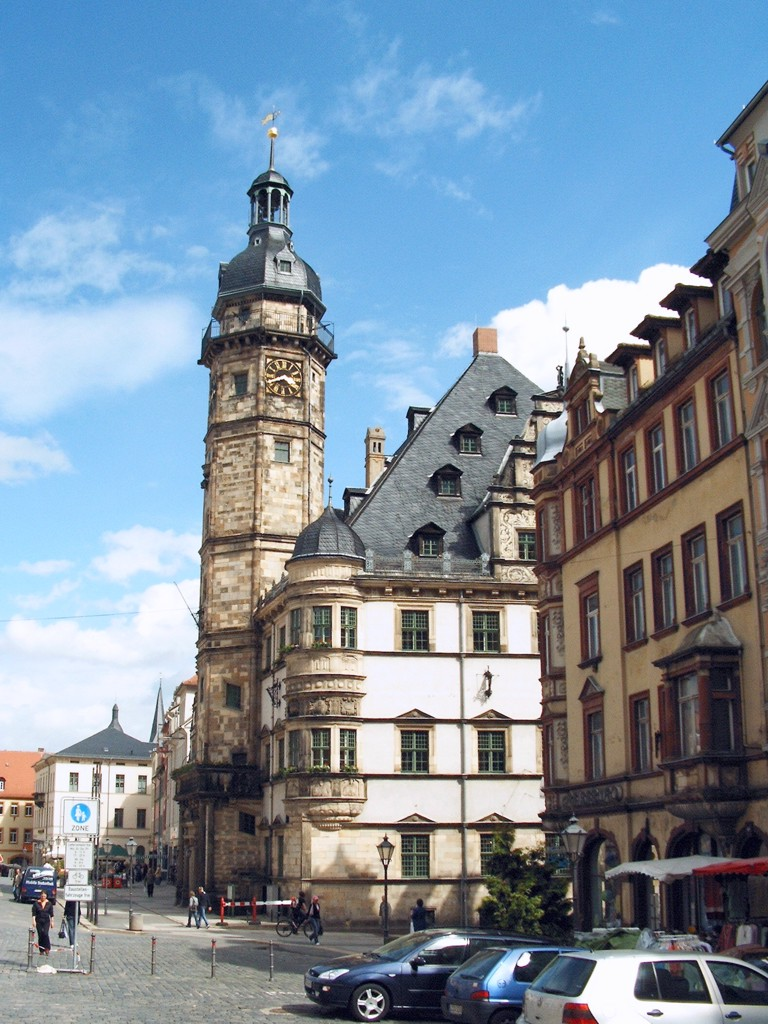
Ajuntament (Rathaus)
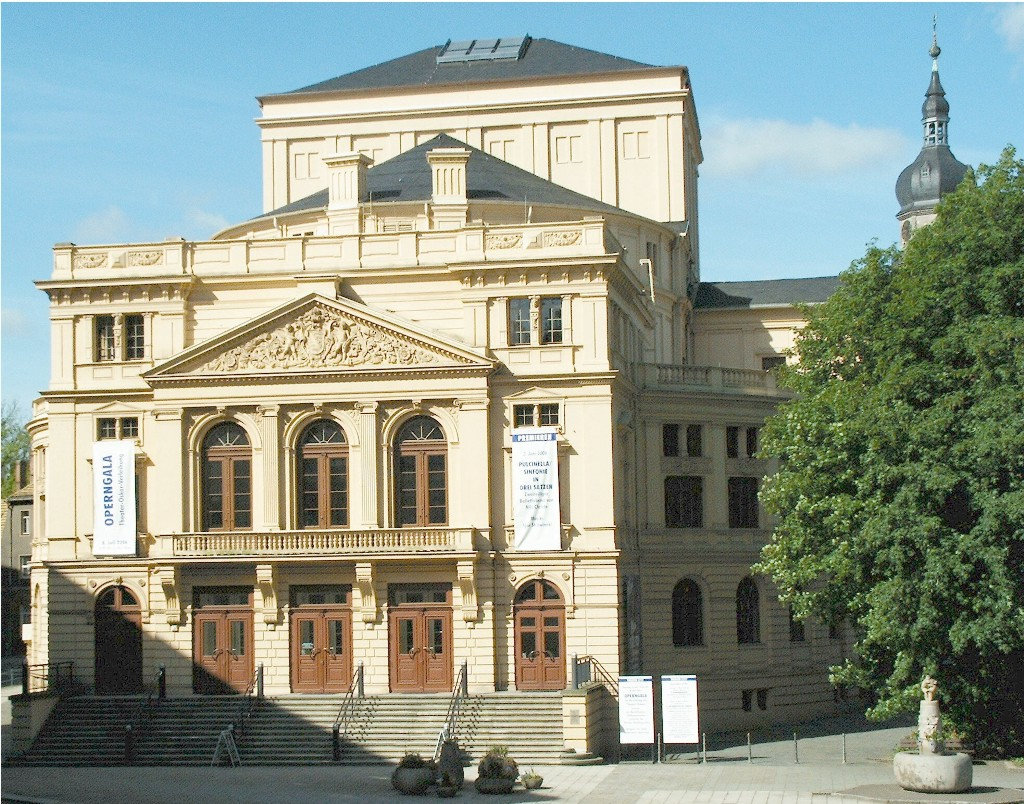
Teatre d'Altenburg
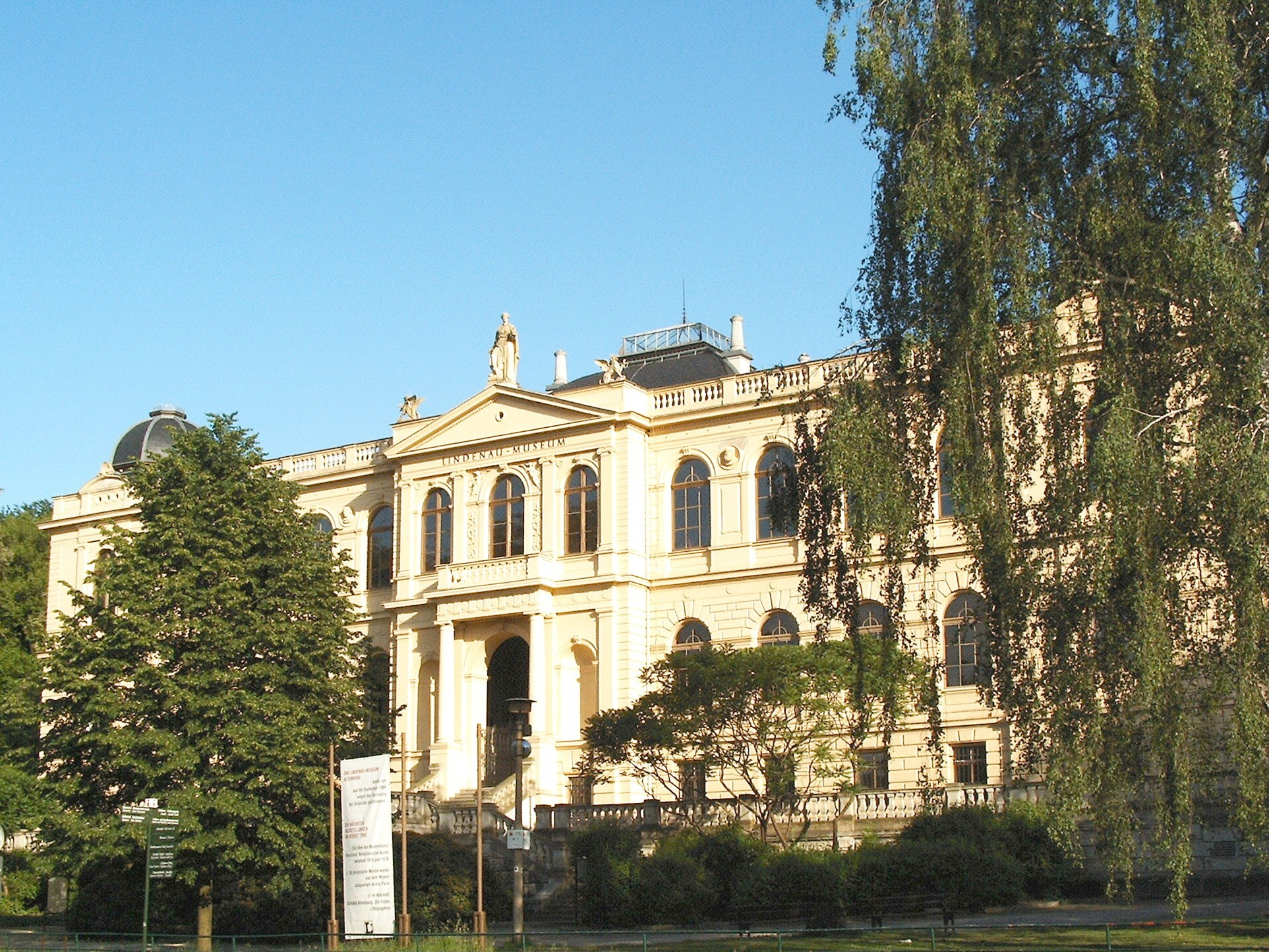
Lindenau Museum
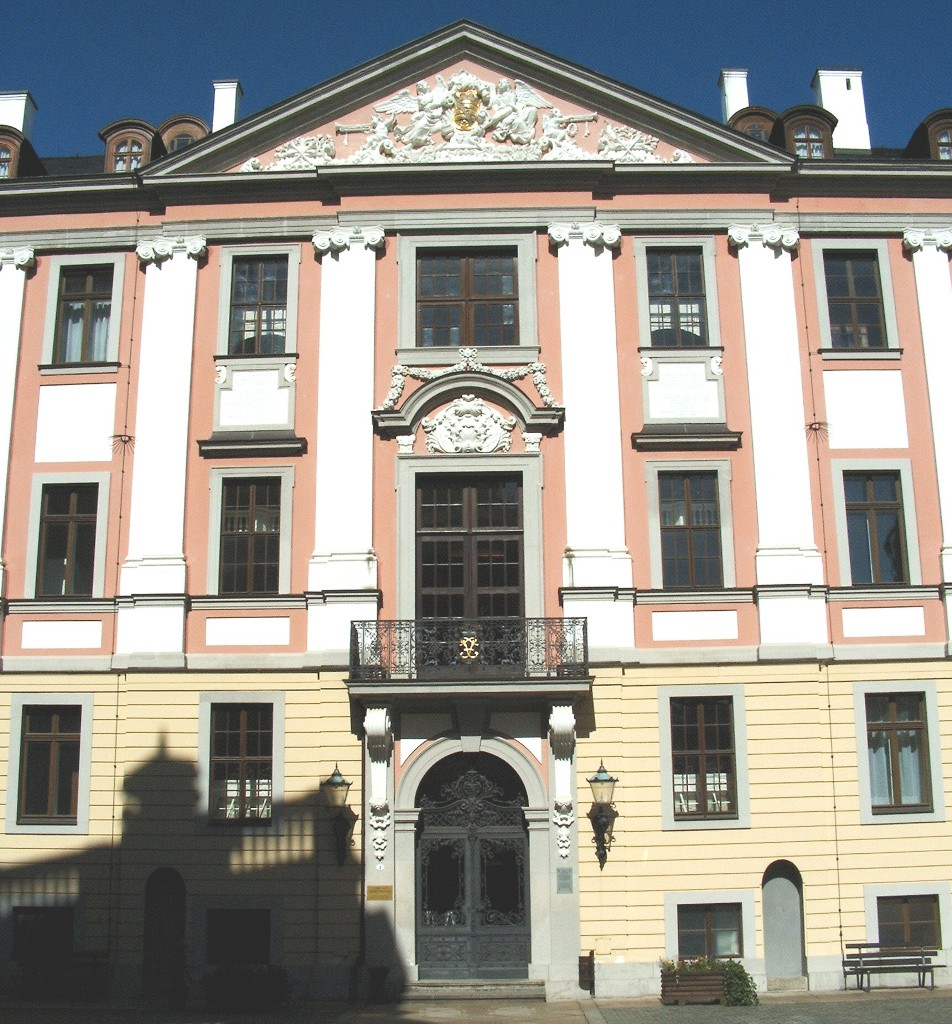
Castell d'Altenburg